# 医者裁判

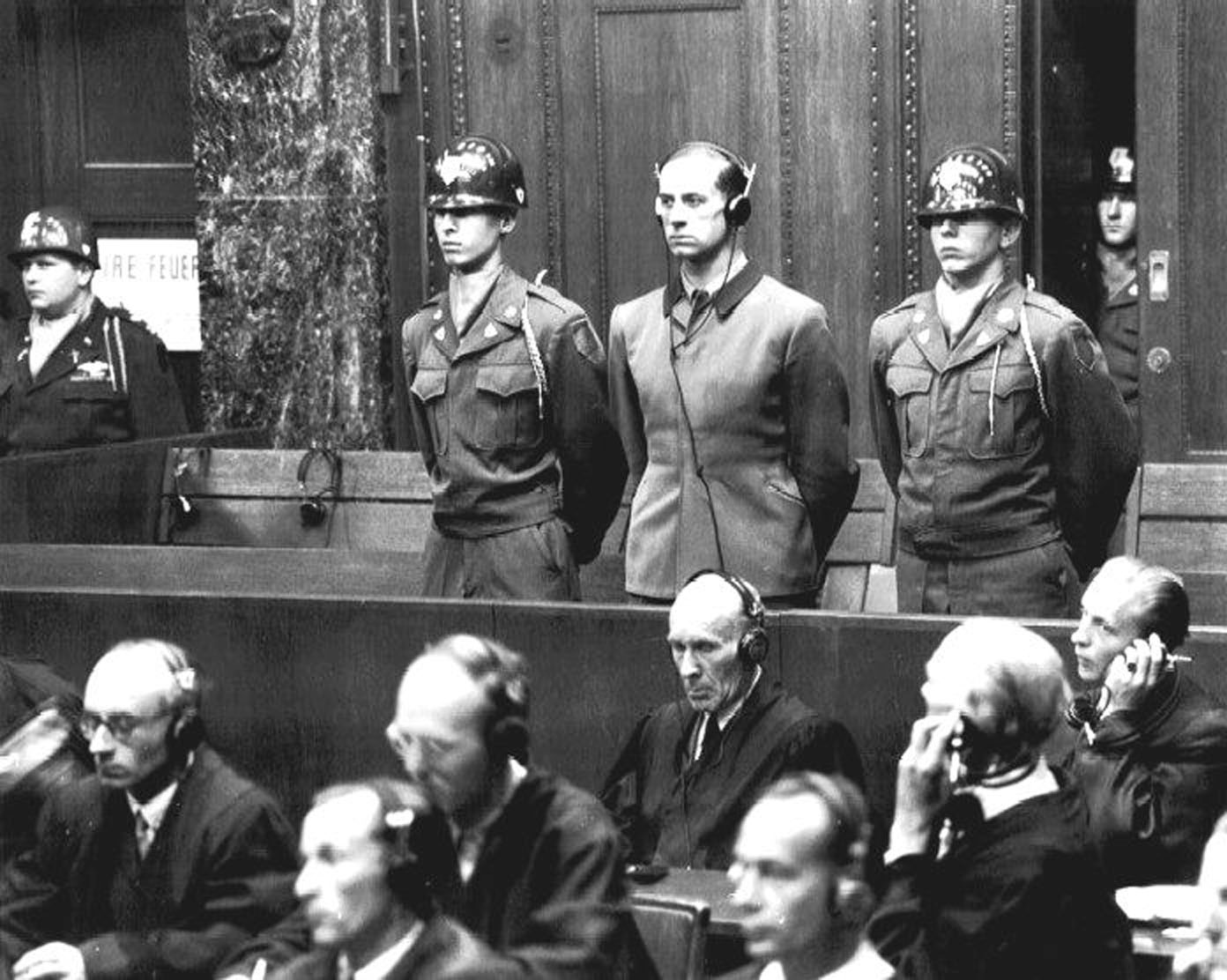
医者裁判で判決を受けるカール・ブラント

医者裁判（いしゃさいばん、英: Doctors' Trial、独: Ärzteprozess）は、1946年12月9日から1947年8月20日にかけてアメリカ合衆国がニュルンベルクで行ったナチ戦犯法廷。ナチス体制下で重い地位にあった医師や医療関係者、ナチス・ドイツの人体実験や安楽死計画に関与した者たちを裁いた。ニュルンベルク継続裁判と総称される12の裁判の中で最初に行われた裁判である。
23人の被告人が裁かれ、うち7名が絞首刑となった。裁判長はワシントン出身のウォルター・ビールス（Walter B. Beals）が務めた。その他の裁判官としてフロリダ州出身のハロルド・セブリング（en:Harold L. Sebring）、オクラホマ州出身のジョンソン・クロフォード（Johnson T. Crawford）などがいる。
この裁判の判決文の中の「許容されうる医学実験」と題された一節が、ニュルンベルク綱領である。
なお、人体実験の中心人物であるヨーゼフ・メンゲレは行方不明のまま死亡扱いとなり、1980年代になって逃亡先のブラジルで死亡が確認された。
ヒュー・グレゴリー・ギャラファーはT4作戦についての著書の中で「この裁判では五十年後の今日もなお議論の的となる法秩序上の問題が生じた。正統な政府からの命令で個人がとった行動の責任を問えるのか、ドイツ国民がドイツ国民に対して犯した罪に戦争犯罪を適用できるのか、1939年9月1日の第二次世界大戦勃発より前の罪を訴追し得るのか……しかし、連合国が何も手を打てない場合には悩みは比較にならないほど大きかったに違いない」と述べている。

## 23人の被告人
4つの訴因があった。
1. 戦争犯罪と人道に対する罪の陰謀。2と3の訴因で評価される。
2. 戦争犯罪。本人の同意なしで行った医学実験、安楽死計画への参加、強制収容所での囚人の虐殺への参加など。
3. 人道に対する罪。2の訴因で評価される
4. 犯罪組織（親衛隊）への参加。

| 名前                                                          | 写真 | 地位                                                                                        | 1    | 2    | 3    | 4    | 判決                                 |
| ------------------------------------------------------------- | ---- | ------------------------------------------------------------------------------------------- | ---- | ---- | ---- | ---- | ------------------------------------ |
| ヘルマン・ベッカー＝フライゼンク de:Hermann Becker-Freyseng   | 01/  | ドイツ空軍軍医大尉                                                                          | 起訴 | 有罪 | 有罪 |      | 懲役20年 のち10年に減刑              |
| ヴィルヘルム・バイグルベック en:Wilhelm Beiglböck             | 02/  | ドイツ空軍顧問内科医                                                                        | 起訴 | 有罪 | 有罪 |      | 懲役15年 のち10年に減刑              |
| クルト・ブローメ en:Kurt Blome                                | 03/  | 全国保健指導者代理                                                                          | 起訴 | 起訴 | 起訴 |      | 無罪                                 |
| フィクトール・ブラック en:Viktor Brack                        | 04/  | 親衛隊上級大佐 武装親衛隊少佐                                                               | 起訴 | 有罪 | 有罪 | 有罪 | 死刑                                 |
| カール・ブラント Karl Brandt                                  | 05/  | 親衛隊中将 アドルフ・ヒトラー付き内科医                                                     | 起訴 | 有罪 | 有罪 | 有罪 | 死刑                                 |
| ルドルフ・ブラント Rudolf Brandt                              | 06/  | 親衛隊大佐 ハインリヒ・ヒムラー個人秘書 内務大臣官房長                                      | 起訴 | 有罪 | 有罪 | 有罪 | 死刑                                 |
| フリッツ・フィッシャー Fritz Fischer                          | 07/  | 親衛隊少佐 親衛隊内科医 カール・ゲプハルトの副官                                            | 起訴 | 有罪 | 有罪 | 有罪 | 終身刑 のち15年に減刑 1954年に釈放   |
| カール・ゲープハルト Karl Gebhardt                            | 08/  | 親衛隊中将 親衛隊全国指導者侍医兼主治医 ドイツ赤十字社副総裁 親衛隊及び警察医師団外科医部長 | 起訴 | 有罪 | 有罪 | 有罪 | 死刑                                 |
| カール・ゲンツケン Karl Genzken                               | 09/  | 親衛隊中将 武装親衛隊医師長                                                                 | 起訴 | 有罪 | 有罪 | 有罪 | 終身刑 のち20年に減刑 1954年に釈放   |
| ジークフリート・ハントローザー Siegfried Handloser            | 10/  | 陸軍軍医大将 国防軍衛生本部長官                                                             | 起訴 | 有罪 | 有罪 |      | 終身刑 のち20年に減刑 1954年に釈放   |
| ヴァルデマール・ホーフェン Waldemar Hoven                     | 11/  | 親衛隊大尉 ブーヘンヴァルト強制収容所医師長                                                 | 起訴 | 有罪 | 有罪 | 有罪 | 死刑                                 |
| ヨアヒム・ムルゴウスキー Joachim Mrugowsky                    | 12/  | 親衛隊上級大佐 医学博士 武装親衛隊衛生協会会長 親衛隊及び警察医師団衛生部長                 | 起訴 | 有罪 | 有罪 | 有罪 | 死刑                                 |
| ヘルタ・オーバーホイザー Herta Oberheuser                     | 13/  | ラーフェンスブリュック強制収容所女医                                                        | 起訴 | 有罪 | 有罪 |      | 懲役20年 のち10年に減刑 1952年に釈放 |
| アドルフ・ポコルニー en:Adolf Pokorny                         | 14/  | 内科医 皮膚と性病の専門家                                                                   | 起訴 | 起訴 | 起訴 |      | 無罪                                 |
| ヘルムート・ポッペンディック en:Helmut Poppendick             | 15/  | 親衛隊上級大佐 親衛隊内科医                                                                 | 起訴 | 起訴 | 起訴 | 有罪 | 懲役10年 1951年に釈放                |
| ハンス・ヴォルフガンク・ロームベルク de:Hans Wolfgang Romberg | 16/  | ドイツ航空実験協会航空医学部門所属の医師                                                    | 起訴 | 起訴 | 起訴 |      | 無罪                                 |
| ゲルハルト・ローゼ en:Gerhard Rose                            | 17/  | 空軍軍医少将 熱帯医学部門長 ロベルト・コッホ協会教授                                        | 起訴 | 有罪 | 有罪 |      | 終身刑 のち20年に減刑 1955年釈放     |
| パウル・ロストック Paul Rostock                               | 18/  | ベルリン外科医診療所医師 陸軍外科相談役 医学科学研究事務所長                                | 起訴 | 起訴 | 起訴 |      | 無罪                                 |
| ジークフリート・ルフ de:Siegfried Ruff                        | 19/  | ドイツ航空実験協会航空医学部門検査官                                                        | 起訴 | 起訴 | 起訴 |      | 無罪                                 |
| コンラート・シェーファー de:Konrad Schäfer                    | 20/  | ベルリン航空医学協会員の医師                                                                | 起訴 | 起訴 | 起訴 |      | 無罪                                 |
| オスカー・シュレーダー de:Oskar Schröder                      | 21/  | 空軍軍医大将 空軍医療班検査官部長 空軍医療班長                                              | 起訴 | 有罪 | 有罪 |      | 終身刑 のち15年に減刑                |
| ヴォルフラム・ジーヴァス Wolfram Sievers                      | 22/  | 親衛隊大佐 アーネンエルベ事務長                                                             | 起訴 | 有罪 | 有罪 | 有罪 | 死刑                                 |
| ゲオルク・アウグスト・ヴェルツ de:Georg August Weltz          | 23/  | 空軍軍医中佐 ミュンヘン航空医学協会会長                                                     | 起訴 | 起訴 | 起訴 |      | 無罪                                 |

- 写真の列のソートボタンで元の順序に戻る。